# Aurélie Csillag
Aurélie Csillag (Zürich, 24 januari 2003) is een voetbalspeelster uit Zwitserland. Ze speelt als aanvaller voor FC Basel in de Super League.

## Clubcarrière
Csillag kwam in haar jeugdjaren uit voor FC Blue Stars Zürich en Grasshopper Club Zürich. Op 16 november 2019 maakte ze voor laatstgenoemde haar debuut in de Super League door in de 75ste minuut in te vallen tegen BSC Young Boys. Sinds het seizoen 2020/21 is ze een vast onderdeel van de eerste selectie. Ze kwam twee en halfjaar uit voor Grasshopper Club Zürich waarin ze 20 doelpunten maakte in de competitie en Beker. In februari 2023 vertrok ze naar FC Basel waar ze een contract tekende tot medio 2025. Voorafgaand aan het seizoen 2025/26 maakte Csillag de overstap naar het Duitse SC Freiburg.

## Statistieken
| Seizoen | Club                    | Land        | Competitie   | Wedstrijden | Doelpunten |
| ------- | ----------------------- | ----------- | ------------ | ----------- | ---------- |
| 2022/23 | Grasshopper Club Zürich | Zwitserland | Super League | 8           | 5          |
| 2022/23 | FC Basel                | Zwitserland | Super League | 11          | 2          |
| 2023/23 | FC Basel                | Zwitserland | Super League | 21          | 10         |
| 2024/25 | FC Basel                | Zwitserland | Super League | 17          | 4          |
| Totaal  | Totaal                  | Totaal      | Totaal       | 57          | 21         |

Laatste update: 20 mei 2025

## Interlandcarrière
Csillag doorliep alle Zwitserse jeugdselecties. In februari 2023 werd ze voor het eerst door bondscoach Inka Grings geselecteerd voor het Zwitserse nationale team. Drie maanden later maakte ze haar debuut in een vriendschappelijke wedstrijd tegen IJsland.